# Martin Anton Niendorf

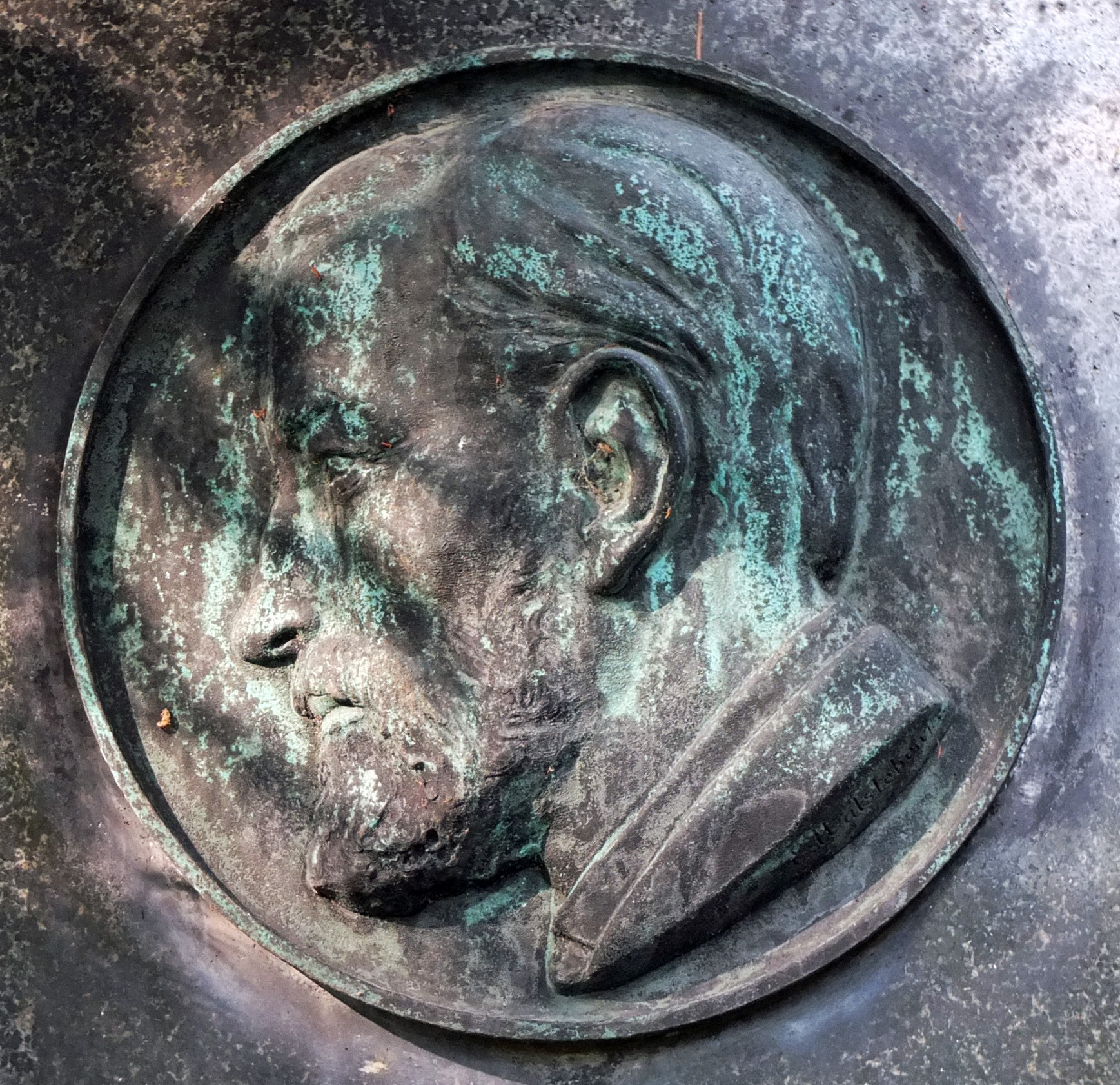
Relief Niendorfs an dessen Grab (Bildhauer: Emil Walsleben)

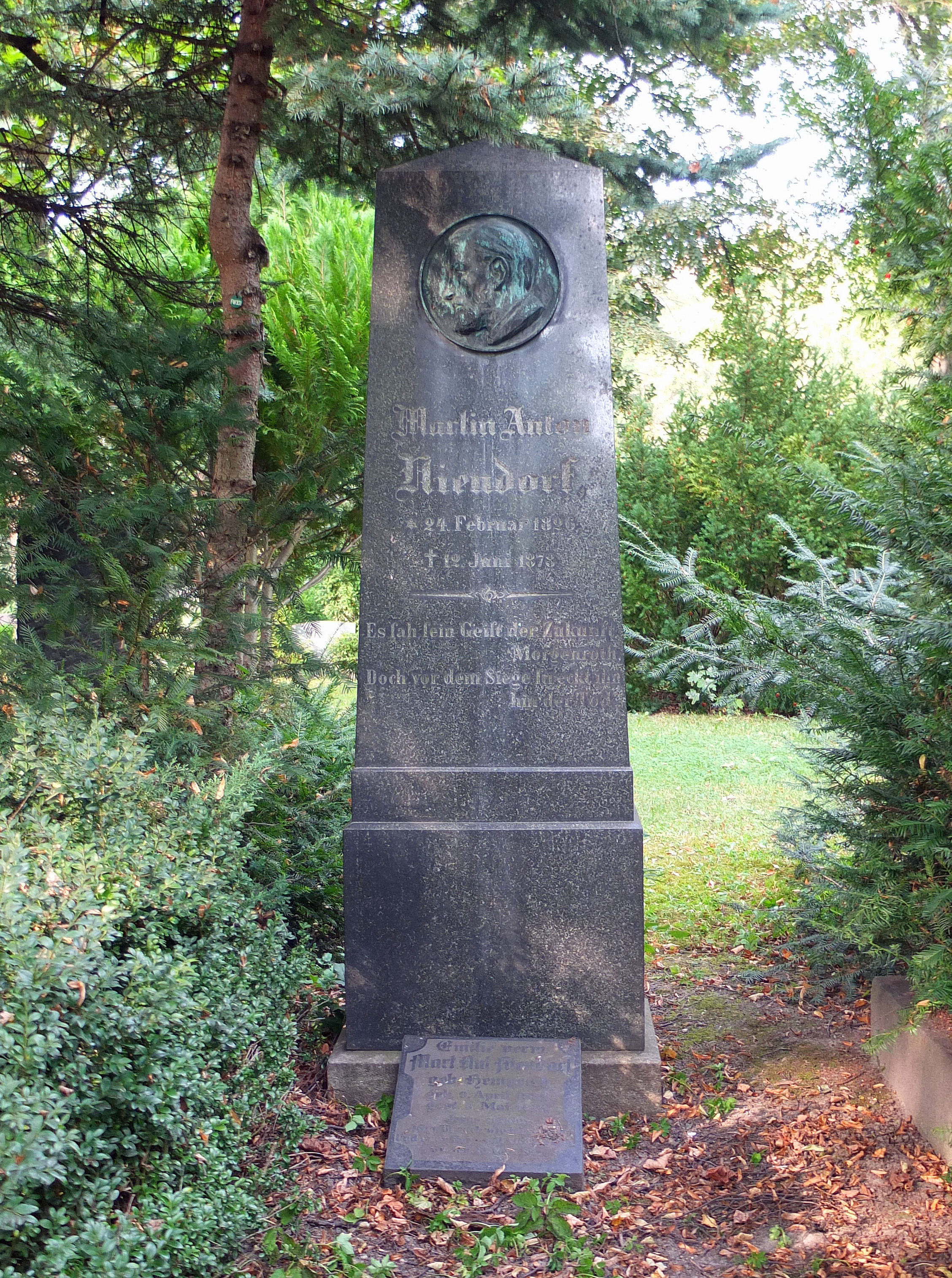
Niendorfs Grab auf dem Friedrichswerderschen Friedhof in Berlin-Kreuzberg

Martin Anton Niendorf (* 24. Februar 1826 in Niemegk; † 12. Juni 1878 in Niederlößnitz, heute Radebeul; auch: Marc Anton Niendorf) war ein deutscher Schriftsteller, Parlamentarier und Gründer der Partei der Agrarier.
Niendorf war für die Deutsche Fortschrittspartei von 1869 bis 1871 Abgeordneter des ersten Reichstag des Norddeutschen Bundes beziehungsweise des Zollparlaments. Er folgte Benedikt Waldeck in dessen Wahlkreis Minden 3.

## Ehrung
Seit 1956 erinnert der Niendorfweg in Berlin-Kladow an ihn.

## Werke
- Gedichte. O. J.
- Lieder der Liebe. 1854.
- Carl Theodor, Fürst zu Salm-Braunstein oder die Entsagungsurkunde. Um 1850.
- Das Nibelungenlied. 2 Bände, Hartmann, Berlin 1854.
- Das Gudrun-Lied. 1855.
- Tegnér, Esaias: Frithjofs Sage. 1859.
- Die Entsagungsurkunde. 1867.
- Entfesselte Furien. Cultur-historischer Roman aus dem dreißigjährigen Kriege. R. Lesser, Berlin 1868. (Digitalisat Band 1; Digitalisat Band 2).
- Ein ausgerissenes Blatt. Roman. Hausfreund-Expedition, 1868. (Digitalisat).
- Wie man regiert. Humoristische Erzählung nach thatsächlichen Vorgängen an kleinstaatlichen Höfen aus der Kriegszeit 1866. Goldschmidt, Berlin 1869.
- Der Landbau und die indirekten Steuern. Separat-Abdruck aus der in Berlin erscheinenden „Norddeutschen landwirthschaftlichen Zeitung“. Scheller, Berlin 1869.
- Die Rittergüter der östlichen Provinzen. Ihre historische Entstehung, Entwicklung und ihre sociale Lage. Goldschmidt, Berlin 1871.
- Rittergut Marderheim. Roman. 2 Bände, Janke, Berlin 1872.
- Vom Altar in den Krieg, Roman aus der Gegenwart. 2 Bände, Wiedekind & Schwieger, Berlin 1873. (Digitalisat, Band 2).
- Die Goldwährung im Scheitern und der Einzug der Reichspapierwährung. Huttler, München 1875.
- Die Geheimnisse der herrschenden Wirthschaftspolitik und ihre monopolsüchtigen Tendenzen im Licht der modernen Zustände. Sonderdruck, München 1875.
- Die Juden und der Deutsche Staat. 8. Aufl., Selbstverlag, Berlin 1877.